# De Groot-Mogol
De Groot-Mogol (Frans: La fiancée du Grand Moghol) is het 27e album uit de Belgische stripreeks Roodbaard naar een scenario van Jean Ollivier en getekend door Christian Gaty. Het stripalbum werd in 1992 uitgebracht.

## Het verhaal
De ambitieuze Engelsman Robert Clive is vastbesloten India voor Engeland te veroveren en de Fransen uit het zuiden van India te verjagen. Hij wil een verbond sluiten met Ahmad Shah Bahadur van het Mogolrijk om samen de Fransen aan te vallen. De Franse gouverneur Joseph François Dupleix vraagt Roodbaard en Erik om een jonk uit Gwadar te overvallen en de hierop aanwezige Perzische prinses Sabriz gevangen te nemen, die bedoeld is als bruid voor de Groot-Mogol, waarmee het Perzië en het Mogolrijk bondgenoten zouden worden. Roodbaard en Erik krijgen hulp van Tulaji, heerser van het Maratharijk, maar deze keert zich tegen hen wanneer hij en Erik beiden naar de gunsten van Sabriz dingen. Hij ontvoert haar naar zijn fort Severndroog. De Franse kapers kunnen haar bevrijden, maar helaas voor Erik kiest Sabriz niet voor hem maar voor Haydar Ali, de Radja van Cornatic en bondgenoot van Frankrijk.

## De Fransen en Engelsen in India
De personen Joseph François Dupleix en Robert Clive hebben werkelijk bestaan en dit Roodbaard-verhaal is dan ook losjes gebaseerd op de werkelijke geschiedenis. Dupleix en Clive probeerden beiden delen van India voor hun vaderland te veroveren. Tussen 1720 en 1750 was Dupleix hierin het meest succesvol, maar uiteindelijk zou Clive Zuid-India en de Bengalen onder Britse controle brengen.